# مدرسه آقا ضیاءالدین

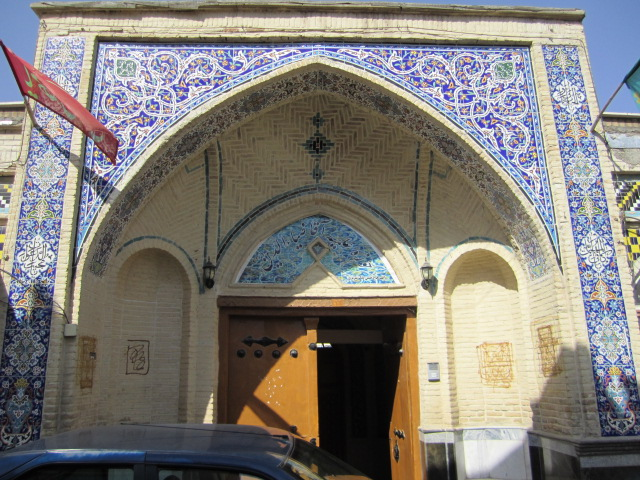
ورودی امروزی مدرسه دینی آقاضیاءالدین

مدرسه آقا ضیاءالدین از جمله بناهای قدیمی شهر اراک و سومین مدرسه این شهر محسوب می‌شود که بدست حاج حسن ملک‌التجار تبریزی (۱۲۶۰ هجری قمری - ۱۳۲۲ هجری قمری) در خلال سال‌های ۱۳۱۸ تا ۱۳۲۰ هجری قمری مورد بهره‌برداری در نقش یک مکان آموزشی قرار گرفت. این مدرسه و مسجد همنامش در مجاورت هم در میدان ارک اراک بنا شده‌اند و وجه‌تسمیه هردو آنها به سید ضیاء‌الدین کرهرودی (درگذشت ۱۳۱۷ هجری قمری)، امام جماعت مسجد آقاضیاءالدین بر می‌گردد.
این مدرسه که در دوره قاجار یکی از پررونق‌ترین مراکز فراگیری علوم دینی در غرب ایران محسوب می‌شده، دارای صحنی وسیع و حجره‌های متعددی بوده که مختص اقامت و تحصیل طلاب ساخته شده است و کاشیکاری‌های متعددی در بدنه و سقف آن به کار رفته است. هم اکنون مدیریت این مکان به دست سید علی حسینی کیشانی است که از پایه ۱تا۶حوزوی  ‌دراین حوزه دایر است از جمله طلاب این حوزه محمد مهدی شریعتی ابولفضل آقا محمدی آقای‌حیدری آقا‌ی‌قلعه است آقای سرآبادانی معاونین:حجج اسلام بابای آدینه یوسفی هستند حوزه آقاضیاءالدین بهترین حوزه علمیه اراک واستان مرکزی از حیث علمیت است